# 53e méridien est
En géographie, le 53e méridien est est le méridien joignant les points de la surface de la Terre dont la longitude est égale à 53° est.

## Géographie

### Dimensions
Comme tous les autres méridiens, la longueur du 53e méridien correspond à une demi-circonférence terrestre, soit 20 003,932 km. Au niveau de l'équateur, il est distant du méridien de Greenwich de 5 900 km,.
Avec le 127e méridien ouest, il forme un grand cercle passant par les pôles géographiques terrestres.

### Régions traversées
En commençant par le pôle Nord et descendant vers le sud au pôle Sud, Le 53e méridien est passe par:
| Coordonnées          | Pays, territoire ou mer | Notes                                                                 |
| -------------------- | ----------------------- | --------------------------------------------------------------------- |
| 90° 00′ N, 53° 00′ E | Océan Arctique          |                                                                       |
| 80° 23′ N, 53° 00′ E | Russie                  | Île Hooker, Terre François-Joseph                                     |
| 80° 08′ N, 53° 00′ E | Mer de Barents          |                                                                       |
| 72° 53′ N, 53° 00′ E | Russie                  | Île Ioujny et Île Mejdoucharski, Nouvelle-Zemble                      |
| 71° 00′ N, 53° 00′ E | Mer de Barents          | Mer de Petchora                                                       |
| 68° 47′ N, 53° 00′ E | Russie                  |                                                                       |
| 51° 29′ N, 53° 00′ E | Kazakhstan              |                                                                       |
| 42° 07′ N, 53° 00′ E | Turkménistan            | Passe par la lagune Kara-Bogaz-Gol Passe juste à l'est de Türkmenbaşy |
| 40° 00′ N, 53° 00′ E | Mer Caspienne           | Golfe de Krasnovodsk                                                  |
| 39° 49′ N, 53° 00′ E | Turkménistan            | Une île                                                               |
| 39° 47′ N, 53° 00′ E | Mer Caspienne           | Passe juste à l'ouest de l'Île Ogourchinskiy, Turkménistan            |
| 36° 47′ N, 53° 00′ E | Iran                    |                                                                       |
| 27° 07′ N, 53° 00′ E | Golfe Persique          |                                                                       |
| 24° 08′ N, 53° 00′ E | Émirats arabes unis     | Emirat d'Abou Dabi                                                    |
| 22° 53′ N, 53° 00′ E | Arabie saoudite         |                                                                       |
| 19° 20′ N, 53° 00′ E | Oman                    |                                                                       |
| 16° 53′ N, 53° 00′ E | Yémen                   |                                                                       |
| 16° 37′ N, 53° 00′ E | Océan Indien            | Golfe d'Aden                                                          |
| 12° 10′ N, 53° 00′ E | Yémen                   | Île de Samhah                                                         |
| 12° 09′ N, 53° 00′ E | Océan Indien            | Passe par les Îles Amirante, Seychelles                               |
| 60° 00′ S, 53° 00′ E | Océan Austral           |                                                                       |
| 65° 56′ S, 53° 00′ E | Antarctique             | Territoire antarctique australien, revendiqué par l' Australie        |